# 河内長野市立南花台西小学校
河内長野市立南花台西小学校（かわちながのしりつ なんかだいにししょうがっこう）は、大阪府河内長野市にあった公立小学校。

## 歴史
河内長野市のニュータウン・南花台の造成による人口増加に合わせて、1990年に河内長野市立南花台東小学校からの分離扱いで開校した。しかし、校区内に住む児童が減少したことから、2013年3月31日に閉校。翌4月1日には、南花台東小学校との併合によって、河内長野市立南花台小学校が開校した。

### 沿革
- 1990年 - 河内長野市立南花台東小学校より分離開校
- 2013年3月31日 - 南花台東小学校との統合のため閉校。
- 2013年4月1日 - 南花台東小学校の敷地・校舎を転用したうえで、河内長野市立南花台小学校が開校。
- 2024年4月1日 - 南花台小学校の校舎を河内長野市立南花台中学校の敷地内へ移転するとともに、両校を河内長野市初の「施設一体型小中一貫教育推進校」へ移行。

### 閉校後の状況
鉄筋3階・一部2階建ての旧校舎の一角を、地域住民の交流スペース「南花台ふれあいプラザ」として2016年夏まで活用。他の旧校舎・施設についても、建物を残したままの活用計画が立てられてきた。

#### 高野山大学のキャンパス誘致構想と構想の頓挫
2013年7月には、以上の建物を転用することを前提に、複合施設を開館する計画案が公表された。この案では、以下の施設が検討されていた。
- 南花台公民館の公民館機能を含む、生涯学習や地域コミュニティ施設
- 体育館、運動場、プールを利用した市民スポーツ施設
- 芸術活動や体験学習などの拠点として活用する事業、生活・自立支援が中心の福祉事業、大学サテライトなどの民間企業が入居する施設

その一方で、和歌山県内に本部を置く高野山大学が、当校の跡地を新設学部のキャンパスにすべて活用することを河内長野市に打診した。打診を受けた市では、上記の計画案を白紙に戻すことを2014年9月1日に発表。さらに、市内初の4年制大学として、同大学が2016年4月に4年制の教育学部教育学科（仮称）を開設するという構想を明らかにした。
当初の構想では、河内長野市が高野山大学に旧校舎・施設を寄贈したうえで、20年間の活用を条件に敷地の賃貸契約を締結。2016年4月のキャンパス開設に向けて、両者の間で2015年中に基本協定を結ぶ予定だった。しかし、この構想を発表した直後に、和歌山県や河内長野市に隣接する同県橋本市が県内でのキャンパス開設を要請。また、旧校舎の改修費用が当初の想定を上回ることが判明したため、高野山大学の理事会では経営面から慎重な検討を求める意見が出された。
このような事情から、高野山大学では2016年12月3日に、構想の再検討を市に報告。学部・学科の新設認可に向けた文部科学省への申請をいったん見送ったうえで、開設の予定を2017年4月まで延期するという方針を示した。しかし、学内での再検討の結果、既設の密教学部の立て直しを優先することを理由に方針を転換。一時は教育学部の新設を断念した。結局、2017年1月18日付けで、大阪千代田短期大学・大阪暁光高等学校（いずれも学校法人千代田学園が河内長野市内で運営する私立学校）との間で包括協定を締結。2018年2月には、大阪千代田短期大学の構内へキャンパスを設置することを条件に、文学部の1学科として教育学科を新設する計画を打ち出した。この計画を文部科学省へ申請したところ、2020年に認可されたため、2021年4月1日から文学部内の4年制学科として大阪千代田短期大学内に教育学科を開設している。

#### 施設と敷地を看護専門学校とサッカー場に転用
河内長野市では、上記の構想が白紙に戻った後の跡地活用の基本方針として、巨額の費用を要する施設整備を実施しないことを表明。この方針の下で、周辺住民の意見を反映させながら、土地・建物を一体で運用できる施設事業者を民間から公募することを検討していた。
その一方で、錦秀会グループ（大阪市住吉区に本部を置く医療法人グループ）が、既設の看護専門学校3校を2016年度中に新設の1校へ統合する構想を立案。2016年1月には、統合後の学校（3年制）を2017年4月に当校の跡地で新設する旨の覚書を、河内長野市との間で取り交わした。開校予定の学校の定員は全校360名（1学年あたり120名）で、旧校舎を改装したうえで活用。日本最大級の看護専門学校になることが見込まれている。
錦秀会では上記の覚書を踏まえて、校庭に人工芝を敷設。2017年4月1日に、「学校法人阪和学園　錦秀会看護専門学校」として開校した。2017年4月9日以降は、事前の登録と同校の行事が組まれていない日・時間帯での予約を条件に、校庭と体育館を一般の団体にも有料で開放している（#外部リンクを参照）。この校庭には「ノガーナサッカー場」という通称が付けられていて、大阪府高槻市をホームタウン（本拠地）に定めていたスペランツァ大阪（日本女子サッカーリーグに加盟する女子サッカークラブ）が河内長野市との間で2020年9月にホームタウン契約を結んでからは、スペランツァのトップチームや下部組織（スペランツァ大阪アカデミー）の練習やトレーニングマッチにも使われている。なお、スペランツァでは2024年シーズンから、登録上のホームタウンを河内長野市へ正式に変更。南花台3丁目（住宅地として造成された当初から日本住宅公団→URが保有している団地の一部の棟と関連施設が建っていたエリア）では、スペランツァが2026年シーズンから本拠地（専用球技場）として使用することを前提に、収容人数が5,000名規模のサッカースタジアム建設を河内長野市が2024年から進めている。

## 交通
- 南海高野線　三日市町駅から南海バス南花台・南ヶ丘線「南花台経由　南ヶ丘行き（14、32系統）」「南花台四丁目行き（特32系統）」、南花台・大矢船西町線「南花台経由 大矢船西町行き（33系統）」のいずれかに乗車し、「南花台四丁目」バス停下車徒歩約6分。
- 南海高野線および近鉄長野線　河内長野駅から日野・滝畑コミュニティバス「滝畑ダム行き（19系統）」に乗車し、「中日野」バス停下車徒歩約12分。

## 出身者
- 樋井明日香（HINOIチーム）